# Angelo Comastri
Angelo Comastri (Sorano, 1943. szeptember 17. –) római katolikus pap, a Szent Péter-bazilika nyugalmazott főpapja, a Szent Péter Műhely nyugalmazott elnöke, bíboros.

## Élete
1967. március 11-én szentelték pappá. 1968-ban Rómába hívták a Püspöki Kongregáció munkatársának, egyúttal kinevezték a Regina Caeli börtön lelkészévé is. 1971-ben elhagyta Rómát. 

### Püspöki pályafutása
1990. július 25-én kinevezték a Massa Marittima-Piombinói egyházmegye püspökévé, szentelésére szeptember 12-én került sor. 1994. március 3-án lemondott az egyházmegye vezetéséről egy hirtelen jött szívbetegség miatt. Miután teljesen felépült, 1996. november 9-én kinevezték érsekké és a Loretói területi prelatúra prelátusává. 
II. János Pál pápa kérésére ő tartotta a Római Kúria 2003-as nagyböjti lelkigyakorlatát. 2005. február 5-én a pápa kinevezte a Szent Péter Műhely elnökévé és a Szent Péter-bazilika koadjutor főpapjává. 2006-ban XVI. Benedek pápa felkérte, hogy a Colosseumban tartott nagypénteki keresztút elmélkedéseit írja meg. A 2007. november 24-i konzisztóriumon bíborossá kreálták. Részt vett a 2013-as konklávén, amely megválasztotta Ferenc pápát. 2021. február 20-án Ferenc pápa elfogadta hivatalairól való lemondását. 

## Magyarul megjelent művei
- Mit jelent ma imádkozni?; előszó Ferenc pápa, ford. Tőzsér Endre; Új Ember–Magyar Kurír, Budapest, 2024 (Az imádság iskolája)